# Waldemar Suadicani
Waldemar Suadicani (* 10. Januar 1847 in Schleswig; † 5. September 1926 in Braunfels bei Wetzlar; vollständiger Name: Victor Moritz Waldemar Suadicani) war ein deutscher Architekt und preußischer Baubeamter.

## Leben
Waldemar Suadicani entstammte einer schleswigschen Arztfamilie. Er war ein Sohn des Geheimen Sanitätsrats Carl Ferdinand Suadicani (1806–1891). Carl Ferdinand Suadicani war sein Großvater, Carl Hartwig Suadicani sein älterer Bruder.
Er nahm zuerst als Vizefeldwebel, dann als Sekondeleutnant (Patent vom 16. September 1870) im Kaiser Alexander Garde-Grenadier-Regiment Nr. 1 am Deutsch-Französischen Krieg teil. Für seinen Einsatz in der Schlacht bei Gravelotte am 18. August 1870, in der er durch einen Schuss in den Oberschenkel verwundet wurde,  erhielt er am 24. Februar 1871 das Eiserne Kreuz 2. Klasse.
Nach Abschluss seines Studiums wurde er 1874 Regierungsbauführer. 1879 bestand er die preußische Regierungs-Baumeister-Prüfung im Bauingeniuer-Fach. Mit Ausnahme der drei Jahre von 1895 bis 1898, wo er in Stettin wirkte, war er sein gesamtes Berufsleben bis zum  Ruhestand 1919 im Bereich der Königlichen Eisenbahndirektion Berlin tätig. Ab 1898 war er Mitglied der Reichsbahndirektion. 1905 wurde er zum Oberbaurat ernannt.
Im Ruhestand zog er nach Braunfels an der Lahn.
Waldemar Suadicani war verheiratet mit der aus Forest Hill (London) stammenden Alice Esther, geb. Payne (1861–1927). Die Tochter des Paares Herta (* 1893) heiratete Walther Wever. Der Sohn Günther (1887–1933) wurde Marineoffizier, zuletzt Korvettenkapitän.

## Projekte
Suadicani plante und baute zahlreiche Bahnhofs-Hochbauten und Empfangsgebäude für die Eisenbahndirektion Berlin, so unter anderem
- den Bahnhof Berlin-Friedrichshagen (zusammen mit Karl Cornelius),
- den Bahnhof Berlin-Rahnsdorf (zusammen mit Karl Cornelius),
- den Bahnhof Berlin-Wilhelmshagen (zusammen mit Karl Cornelius),
- den Bahnhof Berlin-Köpenick (zusammen mit Karl Cornelius), eingetragen in der Liste der Berliner Baudenkmale[5]
- den Bahnhof Berlin-Papestraße (zusammen mit Karl Cornelius); Denkmalschutz wurde diskutiert[6]
- den Bahnhof Berlin-Karlshorst (zusammen mit Karl Cornelius),[7] eingetragen in der Liste der Berliner Baudenkmale[8]

In Bezug darauf wird Suadicani auch als Miterbauer der Berliner Stadtbahn bezeichnet.
Zusammen mit dem Landbauinspektor Karl Cornelius entwarf Suadicani im Rahmen der Preußische Normalien (Richtlinien, die den einheitlichen Aufbau des preußischen Eisenbahnnetzes festlegten) standardisierte Buden für Bahnsteige:S. 24 f., deren Ausführungen noch auf alten Berliner Bahnhöfen findet, und wie sie beim Umbau des Bahnhofs Berlin Ostkreuz nach historischem Vorbild wiederaufgebaut werden.
Die Suadicanistraße im Bezirk Tempelhof-Schöneberg nahe dem heutigen Bahnhof Berlin Südkreuz (vormals Papestraße) ist seit 1907 nach ihm benannt.

## Auszeichnungen
- Roter Adlerorden
  - 4. Klasse (1898)[11]
  - 3. Klasse mit der Schleife (1910)[12]
- Königlicher Kronen-Orden (Preußen), 3. Klasse (1908)[13]
- Eisernes Kreuz, 2. Klasse (1871)[14]
- Landwehrdienstauszeichnung
- Friedrichs-Orden, Kommentur-Kreuz II. Klasse[15]
- Wasaorden, Kommandeur 2. Klasse (1915)[16]
- Dr. Ing. h.c. der Technischen Universität Braunschweig (27. Oktober 1919) „in Anerkennung seiner Leistungen auf dem Gebiete des Eisenbahnbaues, insbesondere seiner großen Verdienste um die Ausgestaltung der Bahnanlagen von Großberlin“[17]

## Schriften
Suadicani verfasste vier Textbeiträge für Victor von Röll (Hrsg.): Enzyklopädie des Eisenbahnwesens. 2. Auflage in 10 Bänden. Urban & Schwarzenberg, Berlin / Wien 1912–1923.
- zu Berliner Ringbahn: 
Berliner Ringbahn. In:  Band 2. 1912, S. 243–246.
- zu Berliner Stadtbahn: 
 Berliner Stadtbahn. In:  Band 2. 1912, S. 246–250.
- zu Doppelgleise: 
Doppelgleise. In:  Band 3. 1912, S. 394–395.
- zu Lademaß: 
Lademaß. In:  Band 7. 1915, S. 45–47.